# Такам, Карлос
Арман Ка́рлос Нестинг Та́кам (англ. Armand Carlos Netsing Takam; род. 6 декабря 1980, Дуала, Камерун) — французский боксёр-профессионал камерунского происхождения, выступающий в тяжёлой весовой категории.
Участник Олимпийских игр (2004), бронзовый призёр Всеафриканских игр (2003), чемпион Африки (2003) в любителях.
Среди профессионалов бывший претендент на титул чемпиона мира по версии IBF (2017), чемпион мира по второстепенной версии WBF (2013—2014), чемпион по версиям IBF Inter-Continental (2017), WBC Silver (2014) и чемпион Африки по версии WBO (2011—2013) в тяжёлом весе.
На октябрь 2014 года, по рейтингу BoxRec занимал 5-ю позицию среди боксёров тяжёлой весовой категории, а по рейтингам основных международных боксёрских организаций занимал 3-ю строчку рейтинга WBO, 3-ю строку рейтинга IBF и 8-ю строку рейтинга WBC — входя в ТОП-10 лучших тяжеловесов всего мира.

## Любительская карьера
В 2003 году на любительском чемпионате Африки Карлос Такам завоевал золотую медаль.
Такам принимал участие во Всеафриканских играх 2003 года и взял там бронзу, проиграв в полуфинале нигерийцу Гбенге Олоукуну.
Принимал участие на Олимпийских играх 2004 года, но потерпел поражение в первом туре. Проиграл по очкам боксёру из Египта, Мухаммеду Али.
На любительском ринге провёл 89 боёв, 74 из которых выиграл. Самым тяжёлым любительским боем, Такам отметил свой первый бой, который он проиграл.

## Профессиональная карьера
На профессиональном ринге Такам дебютировал в декабре 2005 года в тяжёлой весовой категории. Все бои проводил во Франции.
выиграв первые 18 поединков, и 27 июня 2009 года вышел на ринг с бывшим чемпионом по кикбоксингу, Грегори Тони (10-0). Тони победил по очкам и нанёс Такаму первое поражение в карьере.
После поражения Такам нокаутировал в первом раунде боксёра из Чехии, Романа Крейка (29-2-1).
26 ноября 2010 года Карлос нокаутировал боксёра из Грузии, Левана Ямордашвили (20-1).

#### Бой с Гбенгой Олоукуном
29 апреля 2011 года Такам вышел на ринг с бывшим соперником любительского ринга, Гбенгой Олоукуном. В бою за титул чемпиона Африки по версии WBO, Такам победил досрочно отказом от продолжения.

#### Бой с Франсуа Ботой
В марте 2012 года Такам защитил титул нокаутом в бою с известным южноафриканцем, Франсуа Ботой.
В 2012 году Такам победил ещё джорнименов чеха Томаша Мразека и хорвата Ивицу Перковича.

#### Бой с Майклом Грантом
24 мая 2013 года Такам уверенно победил техническим нокаутом в восьмом раунде американского ветерана, Майкла Гранта и завоевал пояс чемпиона мира по малопрестижной версии WBF.

#### Бой с Майком Пересом
В Монреале (Канада) поединок между проживающим во Франции 33-летним камерунским супертяжеловесом Карлосом Такамом и 28-летним кубинским супертяжеловесом Майком Пересом завершился вничью большинством решений судей. Первые 4 раунды проходили в невысоком темпе, и Перес имел преимущество. В третьем раунде от случайного столкновения головами Перес получил рассечение правой брови, и снизил темп боя. Затем Такам поднял темп боя и выровнял поединок. По итогам 10 раундов счет судейских записок был следующим: 96-94 (в пользу Переса), 95-95, 95-95.

#### Бой с Тони Томпсоном
6 июня 2014 года во Франции, Такам встретился с именитым американским боксёром, Тони Томпсоном (39-4). Такам навязал Томпсону агрессивный бой, и контролировал почти весь поединок. Тони Томпсону удавались редкие атаки, но Такам был предпочтительнее почти во всех раундах и выиграл поединок по очкам.

#### Бой с Александром Поветкиным

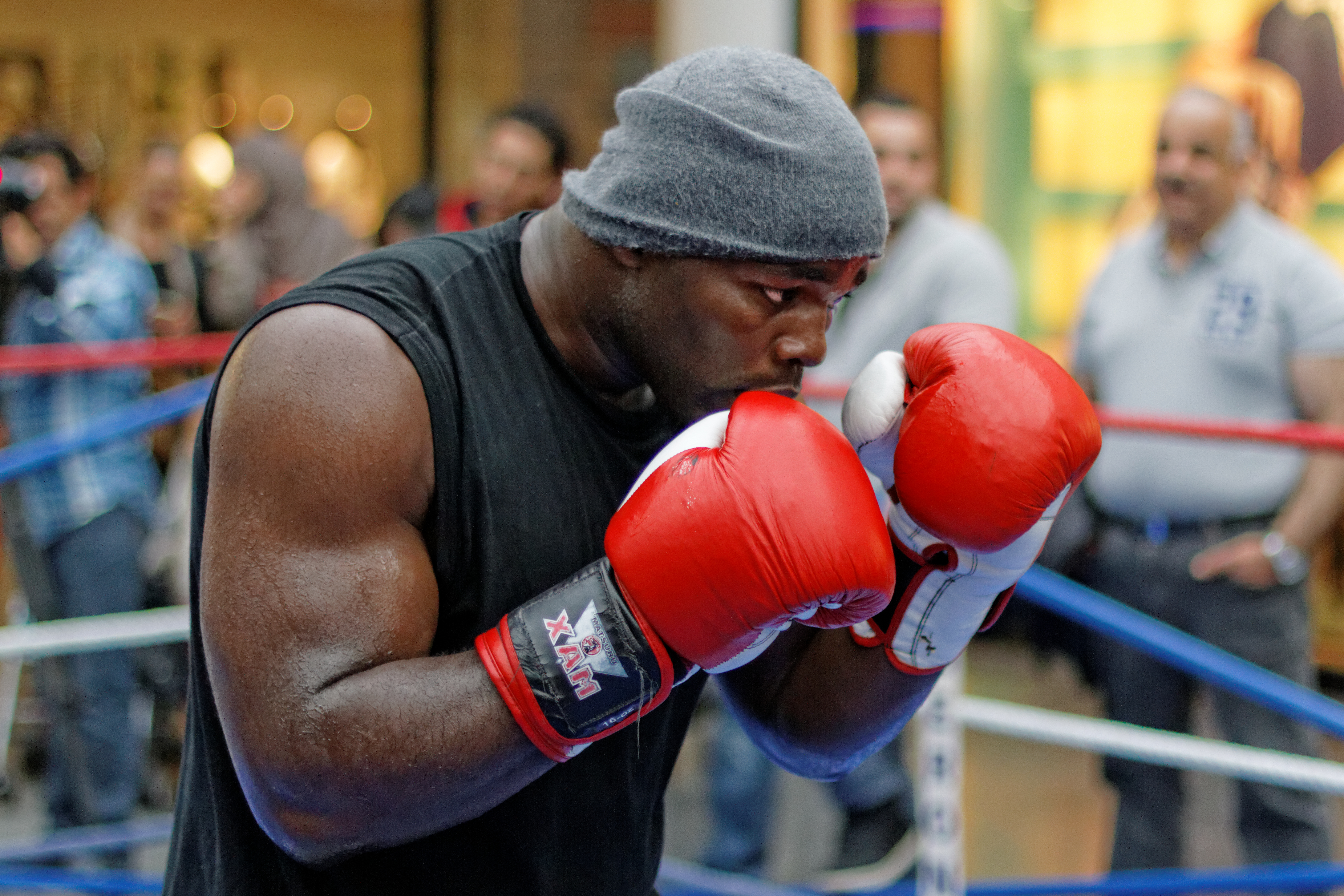
Карлос Такам

24 октября 2014 года в России состоялась первая защита титула WBC Silver. В роли оппонента выступал известный на профессиональном ринге российский боксёр Александр Поветкин. Оба боксёра начали действовать осторожно, но Такаму регулярно удавалось наносить точные удары. В итоге он повёл на карточках двух из трёх судей после четырёх раундов. Однако позже российскому спортсмену удалось достать Такама несколькими ударами. В итоге после восьми раундов счёт судей стал 76-76, 76-76, 77-76 в пользу Поветкина. Окончательным переломным моментом стал нокдаун Такама под конец девятого раунда после жёсткого удара справа. В десятом раунде мощным ударом слева Поветкин отправил камерунского боксёра в тяжелейший нокаут. Это стало первым досрочным поражением Такама в карьере.

#### Претендентский бой с Джозефом Паркером
21 мая 2016 года встретился с непобежденным Джозефом Паркером. Победитель этого боя должен был выйти на чемпионский бой с Энтони Джошуа. В начале боя Паркер осторожно работал джебом с дальней дистанции. В 5-м раунде Такам серьёзно потряс Паркера. Паркер, однако не дал себя «дожать», а в 8-м раунде ответил обидчику примерно тем же, подолгу гоняя африканца по рингу. Финальные раунды прошли под диктовку Паркера, который функционально оказался готов лучше противника. В целом, поединок прошёл под более-менее явным контролем дисциплинированного и умело распределившего силы по дистанции Джозефа, что и засвидетельствовали карточки судей — дважды 116—112 и 115—113 в пользу Паркера.

#### Бой с Марцином Рековским
29 января 2017 года победил нокаутом в четвёртом раунде поляка Марцина Рековского и завоевал вакантный титул интерконтинентального чемпиона по версии IBF.

#### Чемпионский бой с Энтони Джошуа

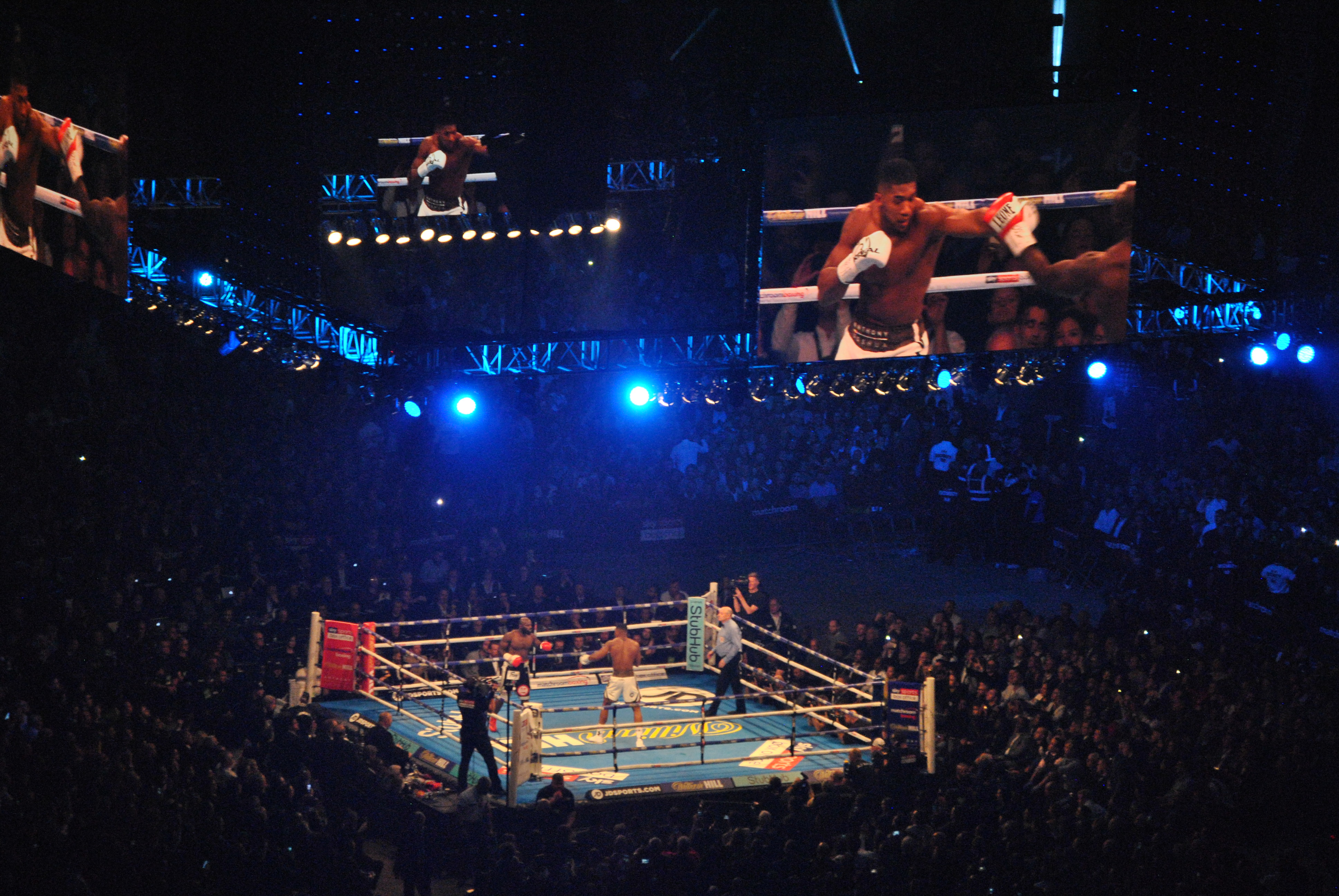
Бой с Энтони Джошуа

28 октября 2017 года британский чемпион мира Энтони Джошуа должен был встретиться с претендентом на титул по версии IBF болгарином Кубратом Пулевым. Но в середине октября 2017 года стало известно что Пулев во время спарринга получил травму — частичный разрыв грудной мышцы, и отказался от поединка. И на коротком уведомлении взамен Пулеву согласился выйти на бой камерунец Карлос Такам (3-й номер рейтинга IBF).
Джошуа доминировал весь бой. В 4 раунде он послал Такама в нокдаун. Такам выдерживал удары и периодически контратаковал. В 10 раунде Энтони провел серию ударов в голову Такама. Такам пошатнулся, но не был потрясен. Рефери остановил бой. Такам не согласился с решением рефери. Решение было спорным. Многие, в том числе и Джошуа сочли остановку преждевременной. В комментариях после боя Джошуа заявил, что готовился к сопернику совершенно другого стиля и во 2 раунде Такам головой сломал ему нос и он не мог нормально дышать, при этом отметил, что сильное рассечение Такама, поставленное им в 4 раунде, почти закрывшее ему глаз, также помешало ему выложиться на максимум. Такам сослался на преждевременную остановку боя и катастрофическую нехватку времени, требуемую для подготовки.

#### Бой с Дереком Чисорой
28 июля 2018 года в Лондоне (Великобритания) встретился с Дереком Чисорой (29-8, 21 КО) в бою за вакантный титул интернационального чемпиона по версии WBA в супертяжёлом весе. Первые раунды с минимальным перевесом брал Такам, он был более активен, выбрасывал больше ударов и соответственно больше попадал. Британец сделал ставку на не такие частые, но силовые удары. После зрелищного и активного 6-го раунда где бойцы обменивались ударами, Такам начал замедляться и уставать, а в 8-й трёхминутке оказался в нокдауне. Он встал, но после атаки Чисоры снова упал на канвас. Рефери прикатил бой.
В 2018 году ещё раз вышел на ринг в конце года в андеркарде боя - реванша Диллион Уайт - Дерек Чисора победив нокаутом в 7-м раунде малоизвестного Сенада Гаши (17-1). В 2019 году лишь раз вышел на ринг в Катскилле (США) победив по очкам: 96 — 94, 99 — 91 дважды джорнимэна Крейга Льюиса (14-3-1). 
В феврале 2020 году одолел бразильского гейткипера Фабио Мальдонадо (26-4, 25 КО). Бой прошёл всю  дистанцию и завершился победой Такама по очкам: 100 — 90, 100 — 89 дважды.

#### Бой с Джерри Форрестом
Летом 2020 года выйдя на замену за 10 дней до боя победил умелого джорнимэна из США Джерри Форреста (26-4, 20 KO). Изначальный оппонент Джеррел Миллер (23-0-1, 20 КО) вновь попался на допинге.
Такам традиционно начал очень активно за счет своего джеба и работы на ногах. Но активность он смог поддерживать лишь первые три раунда, после чего Форрест до этого выжидавший медленно поддавливать. Однако ему не хватало ударов чтобы коренным образом изменить картину боя. В середине боя у Такама образовалась гематома вследствие столкновения. Форрест пытался активизироваться на ближней и казалось он начнет вырывать концовку боя, но этого не случилось и концовка оказалась пассивной. Счет судей составил: 96 — 94, 98 — 92 и 97 — 93 в пользу Такама.

#### Бой с Джо Джойсом
Через две недели после победы над Форрестом 24 июля 2020 года Такам вышел на бой против британского проспекта, обладателя второстепенных титулов WBO International и WBC Silver Джо Джойса (12-0, 11 КО). Бой состоялся на Wembley Arena, (Лондон, Англия). С самого начала боя Джойс занял центр ринга и работал джебом. Такам как и всегда в начале боя много двигался и выбрасывал размашистые силовые удары. В 4-м раунде Джойсу удалось потрясти ветерана, который начал замедляться - начал сказываться джеб которым он нагружал Такама. В 6-м раунде Джойс взвинтив темп заставил оппонента уйти в глухую оборону не отвечая на атаки. рефери вмешался и остановил бой. Карлос с остановкой не согласился.

#### Арсланбеком Махмудовым
16 сентября 2021 года в Монреале (Канада) вышел на ринг против нокаутера - проспекта 33-летнего Арсланбека Махмудова (15-0, 14 KO) и проиграл в зрелищном бою по очкам единогласным решением судей 96 — 92, 97—91, 96—92. В первом раунде Такам от правого прямого оказался в нокдауне, но несмотря на это следующие пару раундов он был явно лучше чем молодой и более ударный фаворит. Махмудов использовал преимущества в антропометрии - клинчевал и наваливался сверху на африканца за что впоследствии получил предупреждение от рефери. В 7-м раунде Махмудов отправил Такама в нокдаун ударом по затылку, несмотря на это, нокдаун всё равно зафиксировали. После 10 раундов победу отдали местному бойцу. Счёт 97—91 совершенно не соответствует бою.

#### Бой с Мартином Баколе
28 октября 2023 года в Эр-Рияде, Саудовская Аравия, в предварительной карде боя «Тайсон Фьюри — Франсис Нганну», встретился перспективным Мартином Баколе (20-1, 15 КО) и проиграл в 4-м раунде техническим нокаутом. Более молодой, габаритный и ударный Баколе с первых секунд первого раунда начал прессинговать, уступающего в габаритах ветерана. Такам пытался уходить от атак принимал большинство ударов на защиту, но всё же пропускал отдельные силовые. С третьего раунда бой принял односторонний характер ввиду того, что Баколе взвинтил темп. В четвёртом раунде после ряда пропущенных ударов рефери принял решение об остановке.

## Статистика профессиональных боёв
В таблице перечислены результаты всех поединков боксёров.
В каждой строке указан результат поединка. Дополнительно номер поединка обозначен цветом, который обозначает итог поединка. Расшифровка обозначений и цветов представлена в нижеследующей таблице.
| Пример | Расшифровка                     |
| ------ | ------------------------------- |
|        | Победа                          |
|        | Ничья                           |
|        | Поражение                       |
|        | Планируемый поединок            |
|        | Поединок признан несостоявшимся |
| КО     | Нокаут                          |
| ТКО    | Технический нокаут              |
| PTS    | Решение судей (по очкам)        |
| UD     | Единогласное решение судей      |
| MD     | Решение большинства судей       |
| SD     | Раздельное решение судей        |
| RTD    | Отказ от продолжения боя        |
| DQ     | Дисквалификация                 |
| NC     | Поединок признан несостоявшимся |

| 49 поединков, 40 побед (28 нокаутом), 1 ничья, 8 поражений. | 49 поединков, 40 побед (28 нокаутом), 1 ничья, 8 поражений. | 49 поединков, 40 побед (28 нокаутом), 1 ничья, 8 поражений. | 49 поединков, 40 побед (28 нокаутом), 1 ничья, 8 поражений. | 49 поединков, 40 побед (28 нокаутом), 1 ничья, 8 поражений. | 49 поединков, 40 побед (28 нокаутом), 1 ничья, 8 поражений. | 49 поединков, 40 побед (28 нокаутом), 1 ничья, 8 поражений. |
| Результат                                                   | Соперник                                                    | Тип                                                         | Раунд, Время                                                | Дата                                                        | Место боя                                                   | Комментарии |
| ----------------------------------------------------------- | ----------------------------------------------------------- | ----------------------------------------------------------- | ----------------------------------------------------------- | ----------------------------------------------------------- | ----------------------------------------------------------- | --- |
| 40-8-1                                                      | Баколе Илунга (19-1)                                        | TKO                                                         | 4 (10), 2:15                                                | 28 октября 2023                                             | Boulevard Hall, Эр-Рияд, Саудовская Аравия                  | |
| 40-7-1                                                      | Тони Йока (11-1)                                            | SD                                                          | 10                                                          | 11 марта 2023                                               | «Зенит Париж», Париж, Франция                               | Счёт: 94-96, 96-94 (дважды). |
| 39-7-1                                                      | Арсланбек Махмудов (14-0)                                   | UD                                                          | 10                                                          | 16 сентября 2022                                            | Montreal Casino, Монреаль, Квебек, Канада                   | Счёт: 91-97, 92-96 (дважды). Бой за вакантный титул чемпиона по версии WBC Silver, за титулы чемпиона Северной Америки по версиям NABA (3-я защита Махмудова) и NABF (6-я защита Махмудова) в тяжёлом весе. |
| 39-6-1                                                      | Джозеф Джойс (12-0)                                         | TKO                                                         | 6 (12), 0:49                                                | 24 июля 2021                                                | Уэмбли Арена, Уэмбли, Лондон, Великобритания                | Бой за титул чемпиона по версиям WBC Silver (1-я защита Джойса), WBO International (1-я защита Джойса), и чемпиона Британского Содружества (1-я защита Джойса) в тяжёлом весе.                              |
| 39-5-1                                                      | Джерри Форрест (26-3)                                       | UD                                                          | 10                                                          | 9 июля 2020                                                 | MGM Grand, Лас-Вегас, Невада, США                           | Счёт: 96-94, 97-93, 98-92. |
| 38-5-1                                                      | Фабио Мальдонадо (26-3)                                     | UD                                                          | 10                                                          | 28 февраля 2020                                             | Paramount Theatre, Хантингтон, штат Нью-Йорк, США           | Счёт: 100-89, 100-90, 100-89. |
| 37-5-1                                                      | Крэйг Льюис (14-3-1)                                        | UD                                                          | 10                                                          | 14 сентября 2019                                            | Resorts World Catskills, Катскилл, штат Нью-Йорк, США       | Счёт: 96-94, 99-91, 99-91. |
| 36-5-1                                                      | Сенад Гаши (17-1)                                           | TKO                                                         | 7 (10), 1:40                                                | 22 декабря 2018                                             | O2 Арена, Лондон, Великобритания                            | |
| 35-5-1                                                      | Дерек Чисора (28-8)                                         | TKO                                                         | 8 (12), 1:01                                                | 28 июля 2018                                                | O2 Арена, Лондон, Великобритания                            | Бой за вакантный титул чемпиона по версии WBA International в тяжёлом весе. |
| 35-4-1                                                      | Энтони Джошуа (19-0)                                        | TKO                                                         | 10 (12), 1:34                                               | 28 октября 2017                                             | Principality Stadium, Кардифф, Великобритания               | Бой за титулы чемпиона мира по версиям WBA Super, IBO (1-я защита Джошуа) и IBF (4-я защита Джошуа). |
| 35-3-1                                                      | Ивица Бакурин (27-11-1)                                     | KO                                                          | 2 (8)                                                       | 17 июня 2017                                                | Сен-Венсан, Валле-д’Аоста, Италия                           | |
| 34-3-1                                                      | Марцин Рековский (17-4)                                     | KO                                                          | 4 (12), 0:42                                                | 29 января 2017                                              | Макао, КНР                                                  | Завоевал вакантный титул IBF Inter-Continental в супертяжелом весе. |
| 33-3-1                                                      | Джозеф Паркер (18-0-0)                                      | UD                                                          | 12                                                          | 21 мая 2016                                                 | Манукау-Сити, Окленд, Новая Зеландия                        | 112-116, 112-116, 113-115. |
| 33-2-1                                                      | Джордж Ариас (56-14)                                        | UD                                                          | 8                                                           | 28 ноября 2015                                              | Турин, Италия                                               | |
| 32-2-1                                                      | Майкл Спротт (42-23)                                        | KO                                                          | 5 (8)                                                       | 13 июня 2015                                                | Париж, Франция                                              | |
| 31-2-1                                                      | Марсело Луис Насименто (17-8)                               | KO                                                          | 4 (10)                                                      | 10 апреля 2015                                              | Нуази-ле-Гран, Сен-Сен-Дени, Франция                        | |
| 30-2-1                                                      | Александр Поветкин (28-1)                                   | KO                                                          | 10 (12), 0:54                                               | 24 октября 2014                                             | Лужники, Москва, Россия                                     | Защита титула WBC Silver. |
| 30-1-1                                                      | Тони Томпсон (39-4)                                         | UD                                                          | 12                                                          | 6 июня 2014                                                 | Леваллуа-Перре, О-де-Сен, Франция                           | 117-111, 119-109, 117-111. Завоевал титул WBC Silver. |
| 29-1-1                                                      | Майк Перес (20-0)                                           | MD                                                          | 10                                                          | 18 января 2014                                              | Монреаль, Квебек, Канада                                    | 94-96, 95-95, 95-95. |
| 29-1                                                        | Яков Госпич (14-8)                                          | KO                                                          | 3 (8), 1:53                                                 | 20 декабря 2013                                             | Фор-де-Франс, Мартиника                                     | |
| 28-1                                                        | Майкл Грант (48-4)                                          | TKO                                                         | 8 (12), 0:50                                                | 24 мая 2013                                                 | Сен-Дени, Франция                                           | Выиграл титул WBF в супертяжёлом весе. |
| 27-1                                                        | Ивица Перкович (18-17)                                      | TKO                                                         | 3 (8)                                                       | 14 декабря 2012                                             | Валь-д'Уаз, Франция                                         | |
| 26-1                                                        | Томаш Мражек (7-34-5)                                       | PTS                                                         | 8                                                           | 26 мая 2012                                                 | Труаз-Иле, Мартиника                                        | |
| 25-1                                                        | Франсуа Бота (48-6-3)                                       | TKO                                                         | 11 (12)                                                     | 31 марта 2012                                               | Нуази-ле-Гран, Франция                                      | Выиграл титул WBO Africa в супертяжелом весе. |
| 24-1                                                        | Самир Куртагич (10-2)                                       | PTS                                                         | 8                                                           | 2 декабря 2011                                              | Нуази-ле-Гран, Франция                                      | |
| 23-1                                                        | Гбенга Олоукун (18-5)                                       | RTD                                                         | 6 (12)                                                      | 29 апреля 2011                                              | Сена и Марна, Франция                                       | Выиграл вакантный титул WBO Africa в супертяжелом весе. Олоукун 3 раза в нокдауне в 6 раунде. |
| 22-1                                                        | Леван Джомардашвили (20-1)                                  | TKO                                                         | 3 (8)                                                       | 26 ноября 2010                                              | Сен-Дени, Франция                                           | |
| 21-1                                                        | Павел Долгов (5-6-1)                                        | TKO                                                         | 4 (8)                                                       | 2 июля 2010                                                 | Валь-д'Уаз, Франция                                         | |
| 20-1                                                        | Умберто Эвора (3-7-2)                                       | TKO                                                         | 2 (10)                                                      | 29 мая 2010                                                 | Фор-де-Франс, Мартиника                                     | |
| 19-1                                                        | Роман Крачик (29-2-1)                                       | KO                                                          | 1 (8)                                                       | 24 октября 2009                                             | Приморские Альпы (департамент), Франция                     | |
| 18-1                                                        | Грегори Тони (10-0)                                         | UD                                                          | 8                                                           | 27 июня 2009                                                | Приморские Альпы (департамент), Франция                     | 74-78, 74-79, 75-77. |